# Acraea neobule
Acraea neobule är en fjärilsart som beskrevs av Doubleday 1847. Acraea neobule ingår i släktet Acraea och familjen praktfjärilar. Inga underarter finns listade i Catalogue of Life.